# روي بيريرا
روي بيريرا (بالبرتغالية: Rui Pereira‏) هو قاضي وسياسي برتغالي، ولد في 24 مارس 1956 في ميراندا دودوئورو في البرتغال. حزبياً، نشط في الحزب الاشتراكي (البرتغال). وقد انتخب وزير الداخلية البرتغالي ‏.